# Rostov-Don
Ne doit pas être confondu avec Istochnik Rostov.
Actualités
Dernière mise à jour : 18 août 2020.
Le Rostov-Don (Rostselmach Rostov jusqu'en 2002) est un club soviétique puis russe de handball féminin de la ville de Rostov-sur-le-Don fondé en 1965.

## Historique

### Saison 2016-2017: première coupe EHF
Vice-champion de Russie 2016, Rostov-Don est engagé en Ligue des champions pour la saison 2016-2017 et fait figure de favori pour rejoindre le Final Four de la compétition. L'équipe présente dans ses rangs de nombreuses internationales russes fraîchement championnes Olympiques à Rio de Janeiro telles que Maïa Petrova, Anna Sen, Anna Viakhireva, Ekaterina Ilina ou encore Vladlena Bobrovnikova. Versé dans le groupe C, Rostov ne remporte qu'un seul match sur six et termine à la dernière place du groupe dominé par Győr, le futur champion. L'équipe est alors reversée en coupe EHF. Fin novembre, le club annonce se séparer pour faute de résultats de son entraîneur danois Jan Leslie. Celui-ci est remplacé par le français Frédéric Bougeant. Dès lors, Rostov termine à la première place du groupe C de la coupe EHF et remporte la compétition quelques semaines plus tard en dominant Bietigheim en finale et en éliminant notamment le Brest Bretagne Handball en quart de finale. À l'échelle nationale, Rostov réalise le doublé en remportant la coupe ainsi que le championnat de Russie.

## Palmarès
| Compétitions internationales | Compétitions nationales |
| - C2 : Coupe des vainqueurs de coupe (1) : - vainqueur en 1990 - finaliste en 1993 - C3 : Coupe de l'EHF (1) : - vainqueur en 2017 - finaliste en 2015 - C1 : Ligue des champions : - finaliste en 2019 | - Championnat d'URSS (2) - vainqueur en 1990 et 1991 - deuxième en 1979, 1980, 1981, 1982 et 1989 - Coupe d'URSS (2) - vainqueur en 1980 et 1982 - Championnat de Russie (7) - vainqueur en 1994, 2015, 2017, 2018, 2019, 2020, 2022 - deuxième en 1993, 1995, 2011, 2012, 2013, 2016, 2021 - Coupe de Russie (11) - vainqueur en 2007, 2008, 2012, 2013, 2015, 2016, 2017, 2018, 2019, 2020, 2021 - Finaliste en 2010, 2011, 2022 - Supercoupe de Russie (ru) (7) - vainqueur en 2015, 2016, 2017, 2018, 2019, 2020, 2021 |

## Effectif actuel
Légende : les âges indiqués sont ceux au 1er septembre 2019.

## Personnalités liées au club

### Joueuses notables
- Lois Abbingh : de 2018 à 2020
- Alexandrina Barbosa : de 2016 à 2018
- Lioubov Berejnaïa : de 1976 à 1978
- Victoria Borchtchenko : de 2013 à 03/2022
- Katarina Bulatović : de 2017 à 2018
- Siraba Dembélé : de 2016 à 2018
- Ana Ðokić : de 2012 à 2013
- Tatiana Dronina : de 2002 à 2005
- Lotte Grigel : de 2015 à 2017
- Ekaterina Ilina : de 2014 à 2018
- / Regina Kalinitchenko (Shymkute) (en) : de 2011 à 2020
- / Galina Kolotilova : de 1971 à 2001
- Polina Kouznetsova : de 2003 à 2004 et depuis 2018
- Katrine Lunde : de 2015 à 2017
- Ioulia Managarova : depuis 2013
- Natalia Morskova : de 1983 à 1991
- Iana Ouskova : de 2006 à 2009
- Olga Perederiy : de 2012 à 2015
- Maïa Petrova : de 2003 à 2019
- Mayssa Pessoa : de 2017 à 2021
- Ana Paula Rodrigues : de 2016 à janvier 2020
- Oksana Romenskaïa : de 1992 à 1998
- Anna Sedoïkina : de 2015 à 2020
- Anna Sen : de 2011 à 2014 et depuis 2015
- Marina Soudakova : avant 2016 et de 2017 à 2020
- Inna Souslina : de 1997 à 1998 et de 2010 à 2012
- Alexandra Stepanova : de 2014 à 2018
- Emilia Toureï : de 2011 à 2012
- Natalia Tsygankova : de 1986 à 1990
- Anna Viakhireva : de 2016 à 2021 et de 03 à 06/2022
- Grâce Zaadi : de 2020 à 03/2022

### Entraîneurs
- Victor Goussev : de 1965 à 1971
- Leomark Neviadomski : de 1971 à 1983
- Boris Sytch : de 1983 à 1985
- Semyon Polonski : en 1986
- Alexandre Panov : de 1987 à 1991
- Sergueï Avanesov (ru) : de 1992 à 1994
- Victor Ryabykh : de 1995 à 2000
- Sergueï Belitski : de 2001 à 2006
- Olga Karpenko : de 2006 à 2007
- Mikhaïl Aksenov : de 2007 à 2009
- Sergueï Belitsky : de 2009 à 2014
- Jan Leslie (da) : de 2014 à décembre 2016
- Frédéric Bougeant : de décembre 2016 à 2018
- Ambros Martín : de 2018 à 2020
- Per Johansson (en) : depuis 2020

## Bilan saison par saison
| Saison | Div.           | Clas. | Vic-Nul-Déf | Playoffs  | Coupe de Russie | Coupes d'Europe                          | Entraîneur                  |
| Cette section est vide, insuffisamment détaillée ou incomplète. Votre aide est la bienvenue ! Comment faire ? |                |       |             |           |                 |                                          |                             |
| 2014-2015 | 1 Super League | 1er   | 14 - 1 - 3  | Champion  | ?               | 2 Coupe EHF : finaliste                  | Jan Lesli                   |
| 2015-2016 | 1 Super League | 1er   | 20 - 0 - 0  | Finaliste | ?               | 1 Ligue des champions : quart de finale  | Jan Lesli                   |
| 2016-2017 | 1 Super League | 1er   | 20 - 0 - 0  | Champion  | Vainqueur       | 1 Ligue des champions : phase de groupes | Jan Lesli Frédéric Bougeant |
| 2016-2017 | 1 Super League | 1er   | 20 - 0 - 0  | Champion  | Vainqueur       | 2 Coupe EHF : champion                   | Jan Lesli Frédéric Bougeant |
| 2017-2018 | 1 Super League | 3e    | 17 - 1 - 2  | Champion  | Vainqueur       | 1 Ligue des champions : quatrième        | Frédéric Bougeant           |
| 2018-2019 | 1 Super League | 1er   | 20 - 0 - 0  | Champion  | Vainqueur       | 1 Ligue des champions : finaliste        | Ambros Martín               |

Légende : * : repêché, 1 à 2 : échelon de la compétition.